# René Herdé
René Debacker dit René Herdé ou Herdé (état-civil inconnu) est un acteur, auteur dramatique et scénariste belge, actif des années 1920 aux années 1960.

## Biographie
Malgré une présence sur les scènes de théâtre et les plateaux de cinéma pendant près d'un demi-siècle, on ne sait pratiquement rien de René Herdé sinon qu'en 1934 il habitait à Paris au 195, rue de Vaugirard au moment où il venait d'être admis au sein de la Société des auteurs et compositeurs dramatiques (Sacd).  
Au cinéma, René Herdé a travaillé exclusivement avec le réalisateur belge Émile-Georges De Meyst entre 1936 et 1962. C'est d'ailleurs après la sortie de son dernier film avec le metteur en scène que l'on perd sa trace. Né vraisemblablement vers 1900, il devait avoir une soixantaine d'années à l'époque.

## Carrière au théâtre
Comme acteur
- 1925 : Boubouroche, comédie en 2 actes de Georges Courteline, au théâtre du Marais à Bruxelles (avril) : le garçon de café[3]

Comme auteur
- 1931 : La Raison du plus fort, comédie en 3 actes, au Résidence Palace de Bruxelles (21 novembre)
- 1932 : Peg au music-hall, sketch en 1 acte, au Belvédère de Dowe (12 juin)
- 1933 : Ariane et Dagobert, comédie en 3 actes, en société à Bruxelles (25 novembre)
- 1934 : Le Retour de César, comédie en 1 acte, en société à Bruxelles (20 octobre)
- 1934 : Le Diamant vert ou l'Homme qui n'est plus lui-même, comédie policière en 3 actes, en société à Bruxelles (4 novembre).

## Carrière au cinéma
Comme acteur
- 1936 : Le Mort d'Émile-Georges De Meyst : Bastian Baraque
- 1936 : Ça viendra / Ma Tante et ses millions d'Émile-Georges De Meyst
- 1938 : Les Gangsters de l'expo d'Émile-Georges De Meyst
- 1944 : Soldats sans uniforme d'Émile-Georges De Meyst : Walter Izard
- 1946 : Baraque n° 1 d'Émile-Georges De Meyst
- 1946 : Forçats d'honneur / Le Chemin de Buchenwald de Georges Lust et E.G. de Meyst : le professeur Évrard
- 1946 : Les Atouts de Monsieur Wens d'Émile-Georges De Meyst : Bouchardon
- 1948 : Passeurs d'or d'Émile-Georges De Meyst : le légionnaire
- 1949 : La Maudite d'Émile-Georges De Meyst, Norbert Benoit et Marcel Jauniaux : le père de Madeleine
- 1951 : Les anges sont parmi nous / Je n'ai que toi au monde de William Magnin et Émile-Georges De Meyst
- 1962 : La Tricheuse d'Émile-Georges De Meyst : Gobseck
- 1962 : Filles de fraudeurs d'Émile-Georges De Meyst : Bazin.

Comme scénariste
- 1944 : Soldats sans uniforme d'Émile-Georges De Meyst
- 1946 : Forçats d'honneur / Le Chemin de Buchenwald d'Émile-Georges De Meyst et Georges Lust (dialogues).